# 毛颖羊茅
毛颖羊茅（学名：Festuca pubiglumis）为禾本科羊茅属下的一个种。

## 扩展阅读
- 維基物種上的相關：毛颖羊茅